# Ojai (Califórnia)
Ojai é uma cidade localizada no estado americano da Califórnia, no condado de Ventura. Foi incorporada em 5 de agosto de 1921.

## Geografia
De acordo com o United States Census Bureau, a cidade tem uma área de 11,4 km², onde 11,37 km² estão cobertos por terra e 0,05 km² por água.

### Localidades na vizinhança
O diagrama seguinte representa as localidades num raio de 32 km ao redor de Ojai.

## Demografia
Segundo o censo nacional de 2010, a sua população é de 7 461 habitantes e sua densidade populacional é de 656,20 hab/km². É a cidade menos populosa do condado de Ventura e a que, em 10 anos, teve a maior redução populacional. Possui 3 382 residências, que resulta em uma densidade de 297,45 residências/km².